# 小行星1130
小行星1130（1130 Skuld）是一颗围绕太阳公转的小行星。1929年9月2日，卡爾·威廉·萊茵姆特在海德堡发现了此天体。
該小行星以北歐神話的未來女神詩寇蒂命名。
这颗小行星的绝对星等为12.02等。